# Stade de la Cerámica
Pour les articles homonymes, voir Madrigal (homonymie).
L'Estadio de la Cerámica, connu jusqu'en janvier 2017 comme El Madrigal, est un stade de football situé à Vila-real, en Espagne. Il accueille les matchs à domicile du Villarreal CF.

## Histoire
Le stade est inauguré le 17 juin 1923 par un match entre le CD Castellón et Cervantès. Le stade s'appelle alors Campo del Villarreal. C'est en 1925 que le stade prend le nom d'El Madrigal. Il est surnommé le Feudo Amarillo (que l'on peut traduire par « fief jaune »).
À l'été 1952, des travaux sont commandés afin d'agrandir le terrain, dont la dimension passe de 95 × 65 mètres à 105 × 65 mètres. Durant les années 1960, le club érige une petite tribune recouverte et à l'occasion de la saison 1971-1972 la construction du virage sud est achevée.
Lors de la saison 2005-2006, le Villarreal CF, devenu le principal club de la ville, participe à la Ligue des champions. Afin qu'El Madrigal soit conforme aux normes UEFA, des améliorations et agrandissements sont entrepris. Sa capacité est alors portée à 25 000 places.
En janvier 2017, le président du club Fernando Roig décide de changer le nom du stade qui devient Estadio de la Cerámica (littéralement : « stade de la céramique », en référence à l'industrie locale de la céramique).

## Galerie

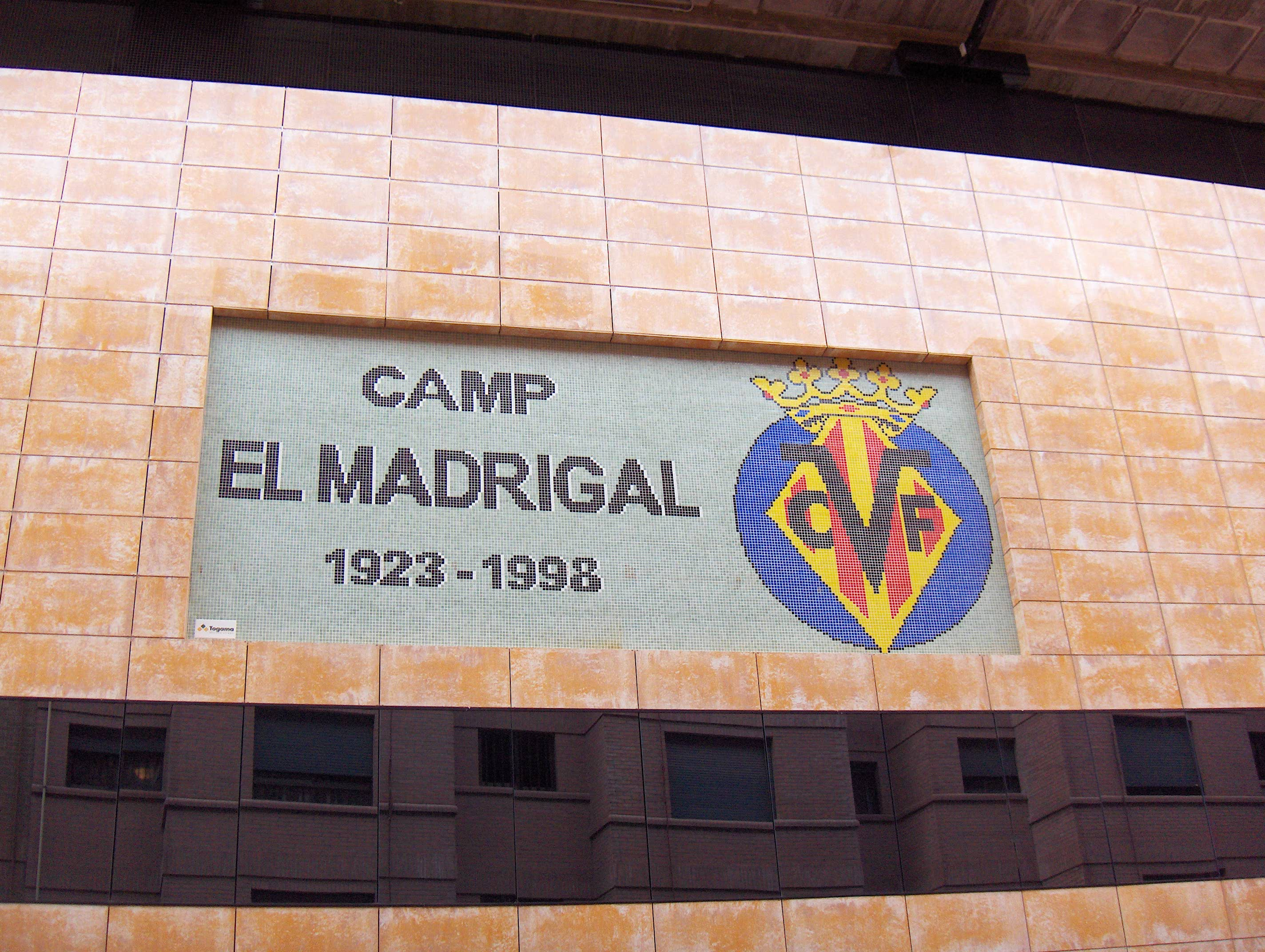
Facade
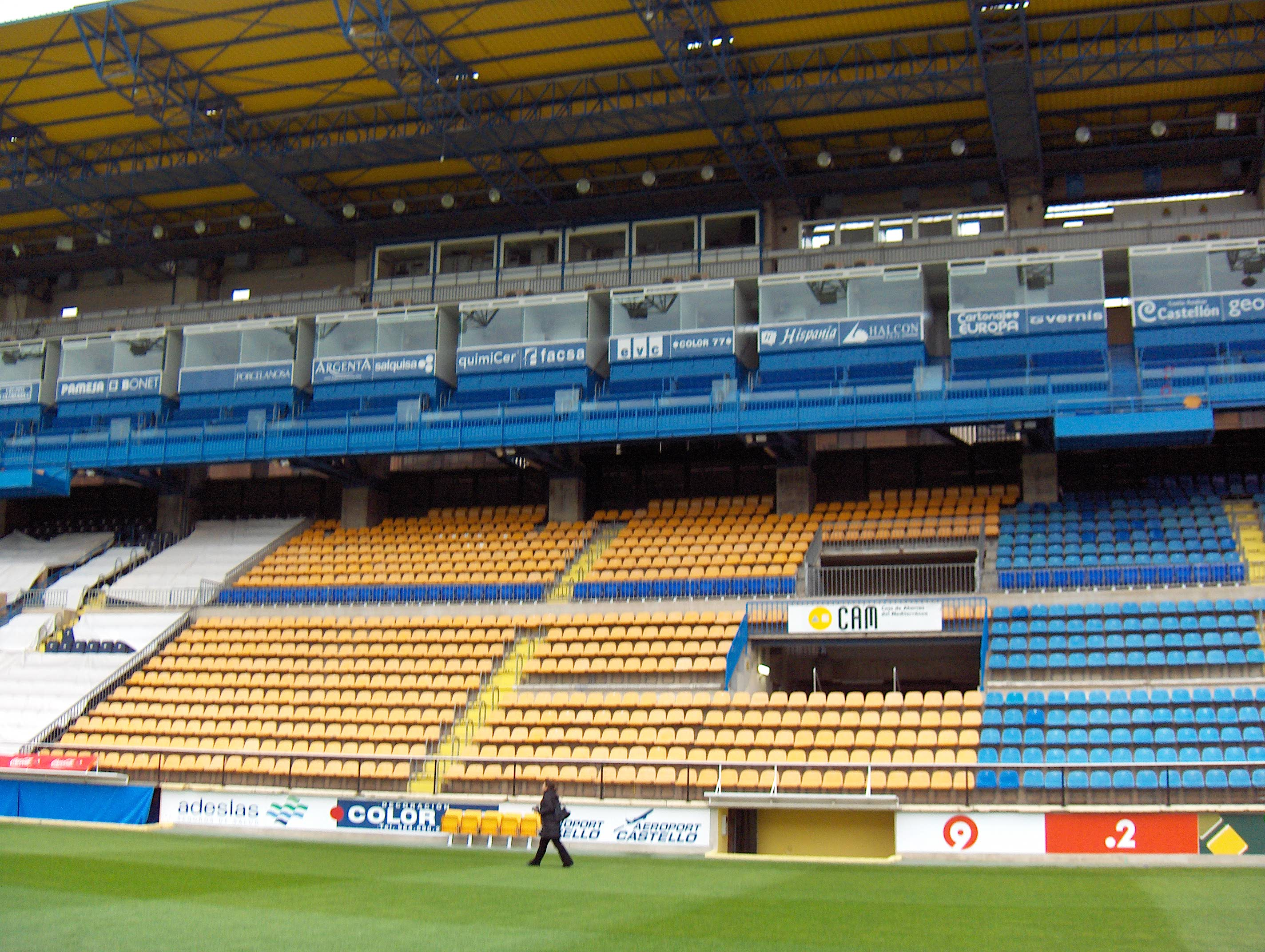
Tribune